# Edmund Kwasek

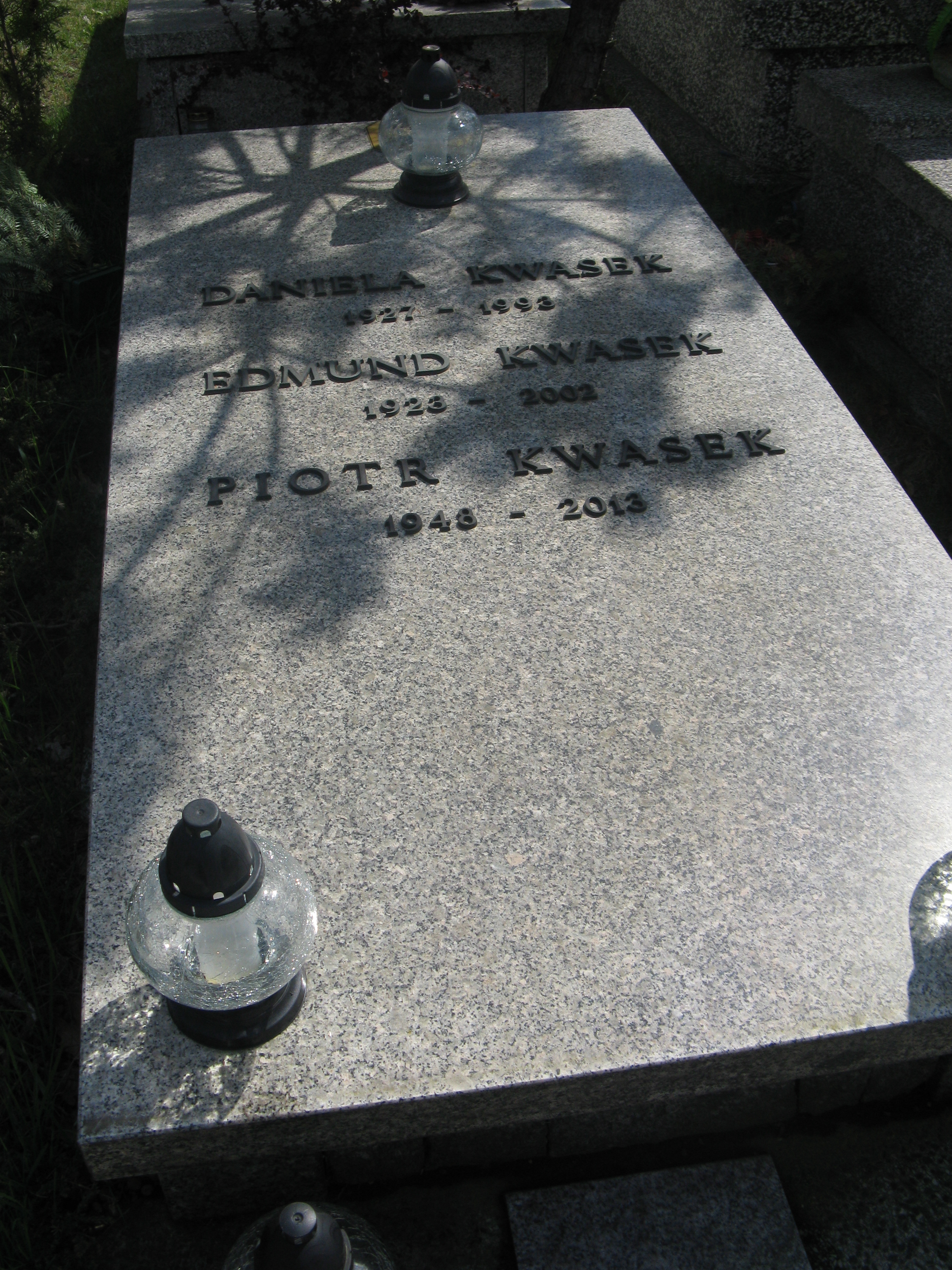
Grób Edmund Kwaska na cmentarzu komunalnym Północnym w Warszawie

Edmund Kwasek (ur. 14 lipca 1923 w Ostrowcu Świętokrzyskim, zm. 24 czerwca 2002 w Warszawie) – podpułkownik służb bezpieczeństwa PRL, oficer śledczy, zbrodniarz komunistyczny (skazany w tzw. procesie Humera).

## Życiorys
Syn Stanisława i Antoniny. Był uczniem gimnazjum im. Joachima Chreptowicza w Ostrowcu Świętokrzyskim, a w czasie wojny partyzantem Armii Ludowej. Pod koniec stycznia 1945 r., w wieku 22 lat, trafił do Wojewódzkiego Urzędu Bezpieczeństwa Publicznego w Kielcach. Karierę zaczął jako pracownik tamtejszego Wydziału Śledczego. Przesłuchiwał m.in. Stanisława Kosickiego, pierwowzór literackiej postaci Maćka Chełmickiego, bohatera powieści "Popiół i diament".
Na początku 1946 r. został mianowany naczelnikiem tego Wydziału. Funkcję tę pełnił przez następne trzy lata.
Kwasek nie tylko katował osadzonych, bywało, że występował też w roli ich "sędziego". Tak było 11 lipca 1945 r., kiedy Okręgowy Sąd Wojskowy w Łodzi na sesji w Kielcach skazał żołnierza niepodległościowego podziemia Konrada Zygmunta Suwalskiego na karę śmierci. Na tym procesie Edmund Kwasek był ławnikiem.
Edmund Kwasek prowadził śledztwo w sprawie pogromu kieleckiego.
W 1948 r., został przeniesiony z Kielc do Gdańska i mianowany Naczelnikiem tamtejszego Wydziału Śledczego WUBP.
Od 1949 r. pracował w Departamencie X Ministerstwa Bezpieczeństwa Publicznego. Jego szefem był Józef Różański, który w opinii służbowej o nim napisał: “Mjr Kwasek. Zdolny oficer śledczy. Może trochę zarozumiały, z tendencją efekciarstwa”.
Będąc w Departamencie X, przez prawie rok, od 30 października 1948 do 8 września 1949, w tajnym więzieniu MBP w podwarszawskim Miedzeszynie, kryptonim "Spacer", przesłuchiwał i torturował m.in. Bolesława Kontryma, oficera Policji Państwowej w II Rzeczypospolitej, majora Wojska Polskiego, cichociemnego, żołnierza Armii Krajowej. Podpis Edmunda Kwaska widnieje pod 23 protokołowanymi przesłuchaniami "Żmudzina". W tymże więzieniu Kwasek przesłuchiwał też m.in. oskarżonych o "odchylenie prawicowo-nacjonalistyczne", w jednej z najgłośniejszych spraw stalinizmu. Jednym z nich był Włodzimierz Lechowicz.
Głównie jednak Kwasek urzędował w Areszcie Śledczym na Mokotowie, stojąc m.in. na czele Wydziału II, który zajmował się penetracją obcych wywiadów w partii. Przez więźniów zaliczany był do najgorszych i najbrutalniejszych oprawców.
W latach 50. Kwasek przeszedł do pracy w cywilu.
W 1996 r., w tzw. procesie Humera, Edmund Kwasek razem z 12 innymi śledczymi MBP został skazany na karę kilkuletniego więzienia. Został osadzony w więzieniu na Rakowieckiej, w którym pół wieku wcześniej katował polskich patriotów. Ze względu na zły stan zdrowia, wkrótce je opuścił. Zmarł 6 lat później, w 2002 r. Pochowany na cmentarzu komunalnym Północnym w Warszawie.

## Odznaczenia
- Krzyż Walecznych (1946)[2]
- Złoty Krzyż Zasługi
- Srebrny Krzyż Zasługi
- Brązowy Krzyż Zasługi
- Krzyż Partyzancki (1946)
- Medal Zwycięstwa i Wolności 1945